# La Torre (Llambilles)
La Torre és una obra de Llambilles (Gironès) inclosa a l'Inventari del Patrimoni Arquitectònic de Catalunya.

## Descripció
És un conjunt rural format per un mas antic amb diferents edificacions i una ampliació eclèctica del segle passat de planta rectangular amb una torre i una gran sala a la planta pis. La part vella és de planta irregular amb diferents construccions. A la façana, que dona a l'est hi ha alguns contraforts. A la planta baixa, a la zona de la cuina, hi ha un gran arc gòtic. La primera planta és coberta amb cairats. Es conserva una porta amb impostes que ajuden a la llinda de pedra a salvar la llum, de reminiscència medieval.

## Història
L'aspecte actual del conjunt és el resultat de l'ampliació efectuada en la segona meitat del segle xix. Actualment la construcció del segle xix es troba desocupada i la part més antiga està ocupada per uns masovers.